# Colin Fleming
Colin Fleming (Broxburn, 13 de Agosto de 1984) é um tenista profissional escocês. É o atual nº 29 do mundo nas duplas, e já foi o nº 24 do mundo.

## Masters 1000 finais

### Duplas: 1 (1 vice)
| Posição | Ano  | Campeonato | Piso | Parceiro    | Oponente                    | Placar        |
| ------- | ---- | ---------- | ---- | ----------- | --------------------------- | ------------- |
| Vice    | 2013 | Montréal   | Duro | Andy Murray | Alexander Peya Bruno Soares | 4–6, 6–7(4–7) |

## ATP Finals

### Duplas: 16 (7–9)
| Legenda                           |
| Grand Slam Tournaments (0–0)      |
| ATP World Tour Finals (0–0)       |
| ATP World Tour Masters 1000 (0–1) |
| ATP World Tour 500 Series (0–0)   |
| ATP World Tour 250 Series (7–8)   |

| Finais por Piso |
| Duro (6–4)      |
| Saibro (0–2)    |
| Grama (1–3)     |
| Carpete (0–0)   |

| Resultado | No. | Data                   | Torneio                                      | Piso     | Parceiro        | Oponentes na final                     | Placar                 |
| Campeão   | 1.  | 22 de Setembro de 2009 | Metz, França                                 | Duro     | Ken Skupski     | Arnaud Clément Michaël Llodra          | 2–6, 6–4, [10–5]       |
| Campeão   | 2.  | 1 de Novembro de 2009  | St. Petersburg, Rússia                       | Duro     | Ken Skupski     | Jérémy Chardy Richard Gasquet          | 2–6, 7–5, [10–4]       |
| Finalista | 1.  | 19 de Junho de 2010    | Eastbourne, Grã-Bretanha                     | Grama    | Ken Skupski     | Mariusz Fyrstenberg Marcin Matkowski   | 3–6, 7–5, [8–10]       |
| Finalista | 2.  | 9 de Abril de 2011     | Casablanca, Marrocos                         | Saibro   | Igor Zelenay    | Robert Lindstedt Horia Tecău           | 2–6, 1–6               |
| Campeão   | 3.  | 30 de Outubro de 2011  | St. Petersburg, Rússia                       | Duro     | Ross Hutchins   | Mikhail Elgin Alexandre Kudryavtsev    | 6–3, 6–7(5–7), [10–8]  |
| Campeão   | 4.  | 4 de Março de 2012     | Delray Beach, Estados Unidos                 | Duro     | Ross Hutchins   | Michal Mertiňák André Sá               | 2–6, 7–6(7–5), [15–13] |
| Campeão   | 5.  | 22 de Junho de 2012    | Eastbourne, Grã-Bretanha                     | Grama    | Ross Hutchins   | Jamie Delgado Ken Skupski              | 6–4, 6–3               |
| Finalista | 3.  | 15 de Julho de 2012    | Newport, Estados Unidos                      | Grama    | Ross Hutchins   | Santiago González Scott Lipsky         | 6–7(3–7), 3–6          |
| Finalista | 4.  | 30 de Setembro de 2012 | Kuala Lumpur, Malásia                        | Dura     | Ross Hutchins   | Alexander Peya Bruno Soares            | 7–5, 5–7, [7–10]       |
| Campeão   | 6.  | 12 de Janeiro de 2013  | Auckland, Nova Zelândia                      | Dura     | Bruno Soares    | Johan Brunström Frederik Nielsen       | 7–6(7–1), 7–6(7–2)     |
| Campeão   | 7.  | 24 Fevereiro 2013      | Open 13, Marseille, França                   | Duro (i) | Rohan Bopanna   | Aisam-ul-Haq Qureshi Jean-Julien Rojer | 6–4, 7–6(7–3)          |
| Vice      | 5.  | 21 Junho 2013          | AEGON International, Eastbourne, Reino Unido | Grama    | Jonathan Marray | Alexander Peya Bruno Soares            | 6–3, 3–6, [8–10]       |
| Vice      | 6.  | 29 Julho 2013          | BB&T Atlanta Open, Atlanta, EUA              | Duro     | Jonathan Marray | Édouard Roger-Vasselin Igor Sijsling   | 6–7(6–8), 3–6          |
| Vice      | 7.  | 11 Agosto 2013         | Rogers Cup, Montréal, Canada                 | Duro     | Andy Murray     | Bruno Soares Alexander Peya            | 4–6, 6–7(4–7)          |
| Vice      | 8.  | 4 Maio 2014            | BMW Open, Munique, Alemanha                  | Saibro   | Ross Hutchins   | Jamie Murray John Peers                | 4–6, 2–6               |
| Vice      | 9.  | 22 Fevereiro 2015      | Open 13, Marseille, França                   | Duro (i) | Jonathan Marray | Marin Draganja Henri Kontinen          | 4–6, 6–3, [8–10]       |